# Istruzione superiore nello Stato Pontificio
(Cost. ap. 28 agosto 1824, "Quod divina sapientia" sul retto ordinamento degli studii nello Stato Pontificio.)
Per istruzione superiore nello Stato Pontificio si intende l'ordinamento universitario vigente nei territori dello Stato Pontificio fino alla sua completa annessione al Regno d'Italia avvenuta nel settembre 1870.
In particolare, lo Stato Pontificio adottò un ordinamento unificato in seguito alla costituzione apostolica "Quod divina sapientia" emanata da papa Leone XII il 28 agosto 1824.

## Ordinamenti precedenti al 1824

### Bologna

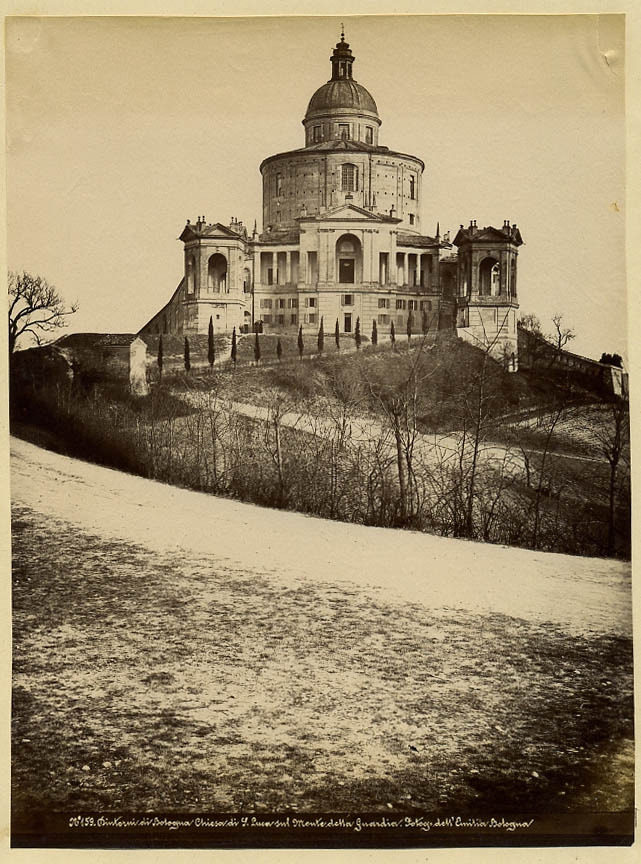
Il santuario della Madonna di San Luca.

La fondazione dell'università di Bologna viene datata tradizionalmente al 1088, ad opera del grande giurista Irnerio: i primi statuti universitari furono redatti nel 1317. L'università ospitò corsi di diritto celebri in tutta Europa (quattro giuristi bolognesi intervennero alle dieta di Roncaglia affermando la sovranità suprema dell'Impero come detentore del diritto romano), ma anche di teologia, medicina, astronomia, aritmetica, filosofia, logica, retorica e grammatica, e dal Cinquecento di "magia naturale", ovvero scienza sperimentale, e farmacopea. Tra Settecento ed Ottocento Bologna fu centro di studi medici, matematici ed elettrotecnici. Tra gli alunni e i professori che hanno frequentato l'università ci sono stati Dante Alighieri, Francesco Petrarca, Guido Guinizzelli, Coluccio Salutati, Pietro Pomponazzi, Marcello Malpighi, Pellegrino Rossi, Luigi Galvani.
Nel 1158 Federico Barbarossa emanò la "Constitutio Habita", una constitutio imperiale che stabiliva l'università come una comunità di socii (gli studenti) presieduta da un dominus (il professore), pagato dagli studenti stessi: dunque un luogo libero da ogni influsso politico e aperto agli studenti di tutta Europa. In seguito l'"universitas studentium" cedette il posto ad un'università mantenuta dal Comune e poi dallo Stato Pontificio, dopo l'annessione della città avvenuta nel 1507. Il governo dell'università venne affidato al cardinale legato ed esercitato attraverso dei priori: durante la parentesi dell'occupazione napoleonica (1797-1814) venne creata la figura del rettore, mantenuta nel successivo nuovo ordinamento pontificio.

### Macerata

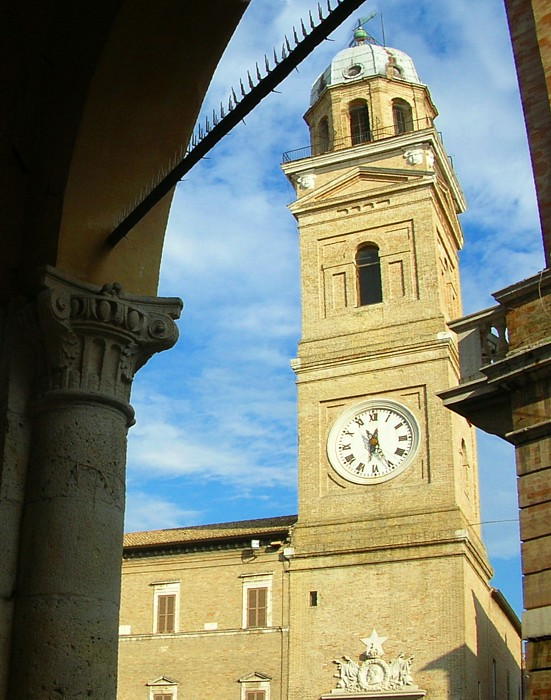
La torre civica, edificata nel 1492-1653 ed alta 64 metri.

Dopo un aspro dibattito tra gli studiosi si è appurato che l'università di Macerata venne istituita come scuola di diritto non abilitata alla concessione di titoli dottoriali dal Comune di Macerata nel 1290: Papa Leone X nel 1518 abilitò il collegio degli avvocati curiali maceratese a concedere la laurea: ma solo con la bolla pontificia "In eminenti dignitate Apostolicae" emanata nel 1540 da papa Paolo III venne istituito a Macerata uno Studium Generale, con le facoltà di medicina, legge e teologia. L'ateneo maceratese venne chiuso dal governo napoleonico nel 1808-1814 e riaperto nel 1816, prima di essere regolamentatao dalla "Quod divina sapientia".
Alle sue origini l'università nacque come un'associazione di studenti che si istruivano nel diritto presso un professore: solo nel Cinquecento l'università si diede un vero e proprio ordinamento, costitutendo le tre facoltà con i relativi collegi, sottoposti all'autorità teorica del vescovo ed in realtà soggetti al Comune, che conferiva praticamente le lauree.

### Roma

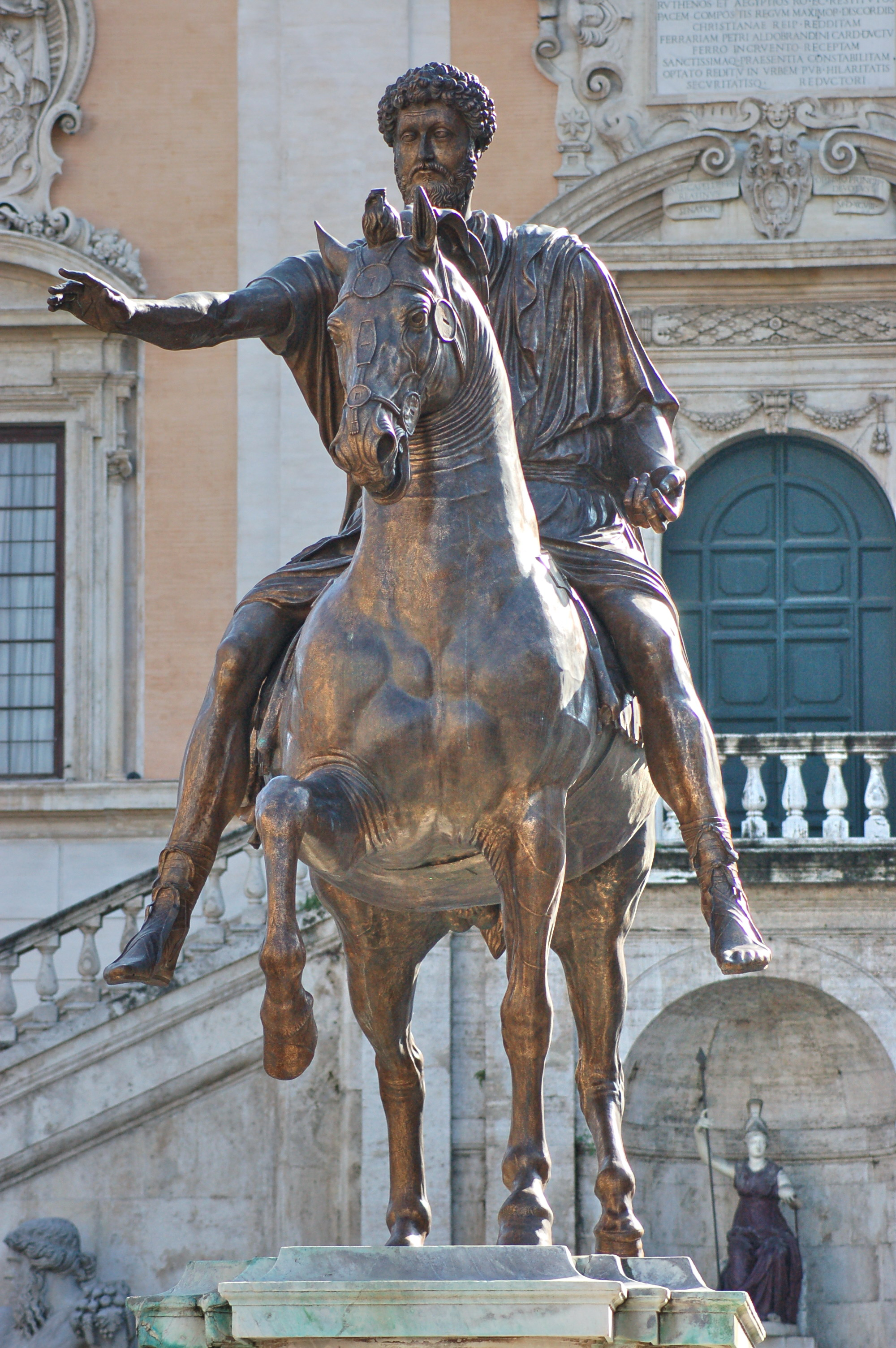
La celebre statua equestre di Marco Aurelio collocata al centro della piazza del Campidoglio.

Lo "Studium Urbis" è stato fondato da papa Bonifacio VIII nel 1303 con la bolla apostolica "In suprema praeminentia dignitatis": dall'originaria sede di Trastevere l'università si trasferì nel 1431 nel rione Sant'Eustachio, nell'omonimo edificio che sarà costruito nelle forme attuali solo nel 1660 (Francesco Borromini peraltro realizzò la cappella università di Sant'Ivo alla Sapienza).
Nel Cinquecento nell'università romana furono condotti alcuni dei primi studi medici in Europa, grazie all'interesse di papa Leone X e di papa Clemente VIII che chiamarono ad insegnare a Roma studiosi del calibro di Bartolomeo Eustachio ed Andrea Cesalpino. Papa Benedetto XIV nella seconda metà del Settecento regolamentò l'università e diede un nuovo impulso al progresso anche scientifico degli studi.
Nel XVIII secolo Papa Benedetto XIV promosse una riforma dell'Università. L'Ateneo fu riordinato in base a due bolle, Inter conspicuos ordines del settembre 1744 e Quanta Reipublicae obveniat del 14 ottobre 1748. Con il primo atto il pontefice sostituì la lettura di philosophia ordinarie con un insegnamento di «fisica sperimentale»; in pratica il corso di fisica si sdoppiò in due insegnamenti: uno teorico, l'altro basato sulla pratica dell'osservazione e della sperimentazione dei fenomeni, che integrava l'insegnamento ex cathedra. Il secondo provvedimento istituì una cattedra di chimica per la classe medica ed una cattedra di matematica superiore (matematica sublime), da affiancare all'insegnamento di geometria.

Nel 1786 Pio VI istituì la cattedra di ostetricia (breve dell'11 aprile 1786).

## Ordinamento posteriore al 1824

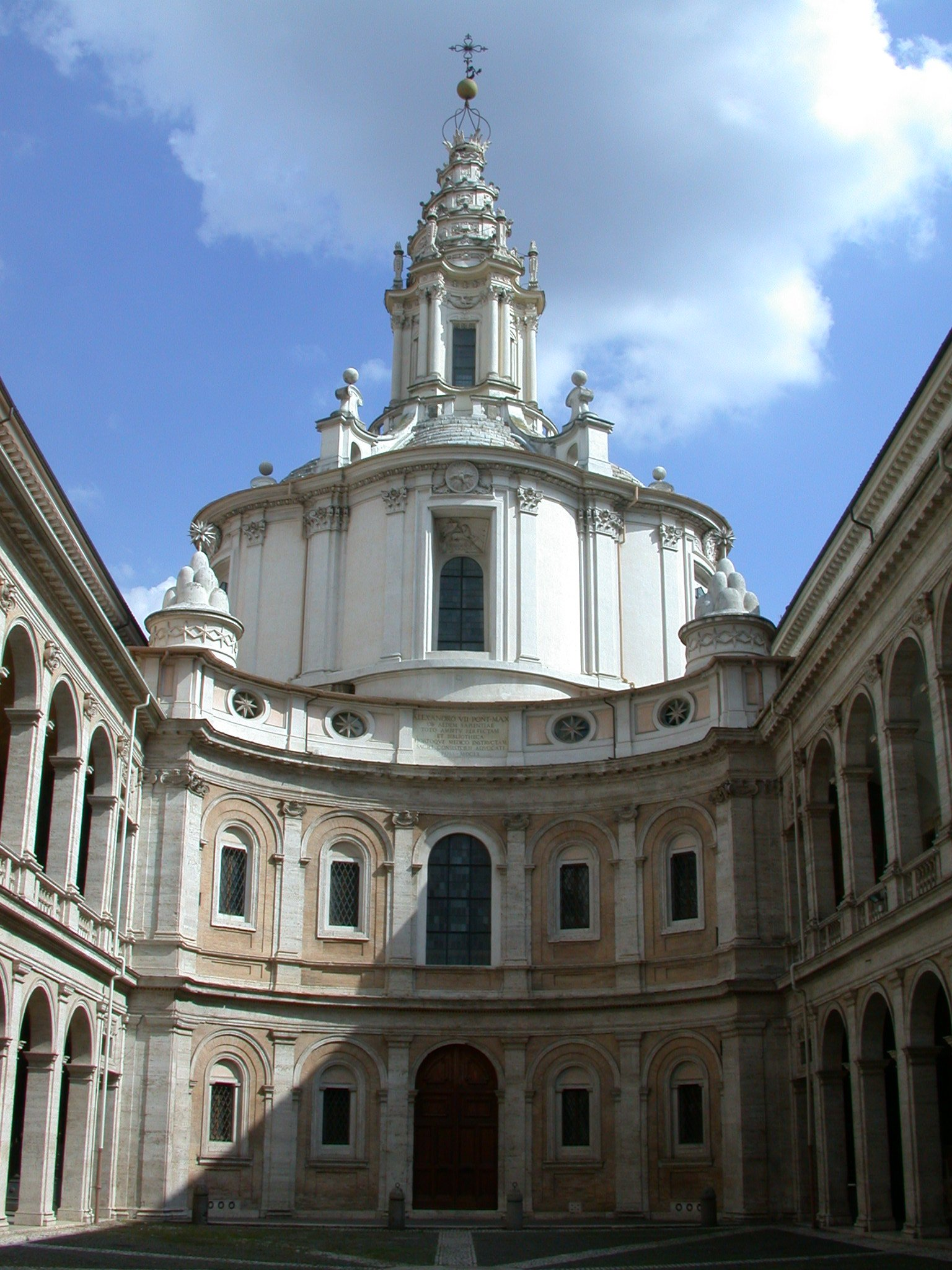
La chiesa di Sant'Ivo alla Sapienza a Roma, progettata da Francesco Borromini: la Sapienza fu fino al 1935 sede dell'omonima università romana, nonché luogo di riunione della congregazione degli Studi fin dal 1827.

### La congregazione degli Studi
Una congregazione incaricata della vigilanza e della gestione dell'Università di Roma "La Sapienza", la Congregatio pro Universitate Studii Romani («Congregazione per l'Università degli Studi di Roma») era stata istituita già da papa Sisto V con la costituzione apostolica Immensa Aeterni Dei del 22 gennaio 1588. Una nuova congregazione venne costituita da Leone XII con il nome di Congregatio Studiorum («Congregazione degli Studi»), a cui venne devoluta la piena gestione di tutte le università dello Stato Pontificio ed anche dell'ordinamento scolastico dello Stato Pontificio.
La congregazione era composta da cardinali nominati direttamente dal papa in numero non precisato, ed in più dal Cardinale Segretario di Stato, dal cardinale camerlengo, dal cardinale vicario e dai cardinali prefetti della Congregazione dell'Indice dei libri proibiti e della Congregazione del Buon Governo. Il prefetto della congregazione era nominato anch'esso dal papa,, mentre il segretario doveva essere un "familiare" del papa (ovvero un membro della Famiglia pontificia).
Tra le facoltà della congregazione c'era quella di nominare un visitatore per qualche università, scuola pubblica "o altro stabilimento di istruzione" a suo piacimento per verificarne le condizioni, la giurisdizione suprema su casi di controversie insorte all'interno delle università o delle scuole pubbliche e l'obbligo di ratificare qualsiasi provvedimento papale in materia di istruzione prima della sua entrata in vigore.

### Classificazione delle università
La costituzione apostolica del 1824 classificava le università dello Stato Pontificio in università primarie, dotate di almeno 38 cattedre più i laboratori e "gli altri scientifici stabilimenti", ed università secondarie, dotate invece di almeno 17 cattedre più i laboratori e "gli altri scientifici stabilimenti opportuni". Le università primarie erano solo due, l'Università di Roma "La Sapienza" e l'Università di Bologna. Le università secondarie invece erano cinque: l'Università di Ferrara, l'Università di Perugia, l'Università di Camerino, l'Università di Macerata e l'Università di Fermo. Nel 1826 quest'ultima venne chiusa dalla congregazione degli Studi ma venne riaperta l'Università di Urbino.
Non era possibile aumentare arbitrariamente il numero delle cattedre per ogni singola università, se non se ne aveva il previo consenso della congregazione: pena la chiusura dell'università stessa.

### Amministrazione economica delle università
Le magistrature cittadine dovevano provvedere a nominare un soggetto come amministratore economico dell'università, tranne che nel caso dell'Università di Roma "La Sapienza" dove il rettore era al tempo stesso amministratore economico.
Prima del 15 ottobre di ogni anno doveva essere redatto un bilancio preventivo dell'università, modificabile in seguito solo dall'arcicancelliere o dal cancelliere, che poteva autorizzare spese impreviste accessorie: in caso contrario, il rettore e l'amministratore dovevano risarcire dal proprio quanto speso senza autorizzazione. Il bilancio definitivo doveva essere approntato entro la fine del mese di settembre dell'anno successivo, e doveva essere trasmesso alla congregazione degli Studi per l'approvazione.

### La gerarchia universitaria

#### Arcicancellieri e cancellieri
Le università primarie (gli studi di Roma e Bologna) erano presiedute da un arcicancelliere, mentre le cinque università secondarie erano presiedute da un cancelliere. L'arcicancellierato dell'Università di Roma "La Sapienza" spettava al cardinale camerlengo, quello di Bologna all'arcivescovo di Bologna, i cancellierati delle università secondarie invece spettavano agli arcivescovi o ai vescovi titolari: dunque rispettivamente all'arcivescovo di Perugia, all'arcivescovo di Ferrara, all'arcivescovo di Camerino, al vescovo di Macerata e all'arcivescovo di Urbino una volta chiuso lo studio di Fermo, altrimenti spettante all'arcivescovo di Fermo.
Funzioni dell'arcicancelliere e del cancelliere erano la vigilanza dell'ordine interno alle università, la giurisdizione sui crimini punibili fino ad un anno di carcere commessi all'interno del recinto dell'università, la scelta dei professori e la premiazione dei neolaureati.

#### I rettori
I rettori delle università avevano lo scopo di affiancare gli arcicancellieri ed i cancellieri (ovviamente impegnati anche su altri fronti in quanto arcivescovi e vescovi): loro compiti specifici erano la vigilanza sulla disciplina, sulla condotta morale "e religiosa" di studenti, professori ed inservienti, il controllo sull'orario d'ingresso dei professori e sul lor modo di fare lezione, la formazione del calendario scolastico e dell'orario di lezione e l'esame delle nuove matricole in entrata. Il rettore era impegnato a restare nell'università per tutta la durata delle lezioni, oppure doveva nominare un vice-rettore che svolgesse le sue funzioni durante la sua assenza.
La carica di rettore era rivestita nell'Università di Roma "La Sapienza" da un personaggio scelto dal collegio degli avvocati concistoriali, sentito il parere del papa: in tutte le altre università invece la nomina del rettore spettava alla congregazione degli Studi. All'Università di Bologna il rettore era coadiuvato da cinque professori, uno per ogni facoltà, scelti per anzianità: questa carica particolare durava un anno.

#### I collegi

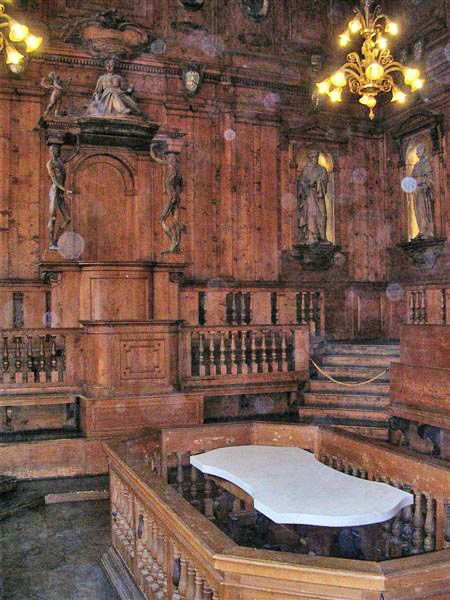
Il teatro anatomico dell'Archiginnasio di Bologna, storica sede dell'Università di Bologna fino al 1803, dal 1838 sede della biblioteca comunale dell'Archiginnasio.

I collegi, anche chiamati corpi collegiali, erano uno per ogni facoltà: teologico, legale, medico-chirurgico e filosofico-matematico.
Il collegio teologico era composto da 12 membri a Roma e Bologna e da 8 membri nelle università secondarie; il collegio legale dell'Università di Roma "La Sapienza" era composto dal collegio degli avvocati concistoriali, quello dell'Università di Bologna da 12 membri, tutti gli altri da 8 membri; il collegio medico-chirurgico degli studi di Roma e Bologna era composto ancora da 12 membri con particolare riguardo ad includere tra essi un professore di veterinaria ed uno di farmacia, mentre nelle università secondarie era composto da 6 medici e 2 chirurghi; infine il collegio filosofico-matematico delle due università primarie era composto da 12 membri, mentre quello delle altre università da 6 membri.
Venivano ammessi nei collegi solo i professori che godevano "la comun'estimazione riguardo all'integrità della vita, e del costume", oltre che in possesso della laurea di quella facoltà: l'eventuale rimozione dal collegio poteva essere decretata dalla congregazione degli Studi solo per motivi gravissimi.
La nomina dei membri dei collegi era riservata al papa: solo l'archiatra ed il chirurgo pontificio potevano entrare automaticamente nel collegio medico-chirurgico dell'Università di Roma "La Sapienza".
Sempre nello studio romano c'erano dei posti riservati: oltre agli avvocati concistoriali che componevano il collegio legale, nel collegio teologico sedevano d'obbligo il maestro ed il sacrista dei Sacri Palazzi, il commissario del Sant'Uffizio ed un rappresentante a testa per domenicani, frati minori conventuali, agostiniani, carmelitani e serviti.
La funzione dei collegi era quella di fare da commissione sia per la scelta dei professori che per l'esame e la premiazione degli studenti: inoltre i collegi fungevano da organo consultivo per la congregazione degli Studi in caso di importanti deliberazioni e provvedimenti "valevoli a promuovere il progresso delle scienze e delle arti, ed il vantaggio degli studenti".

#### I professori

##### Modalità di assunzione

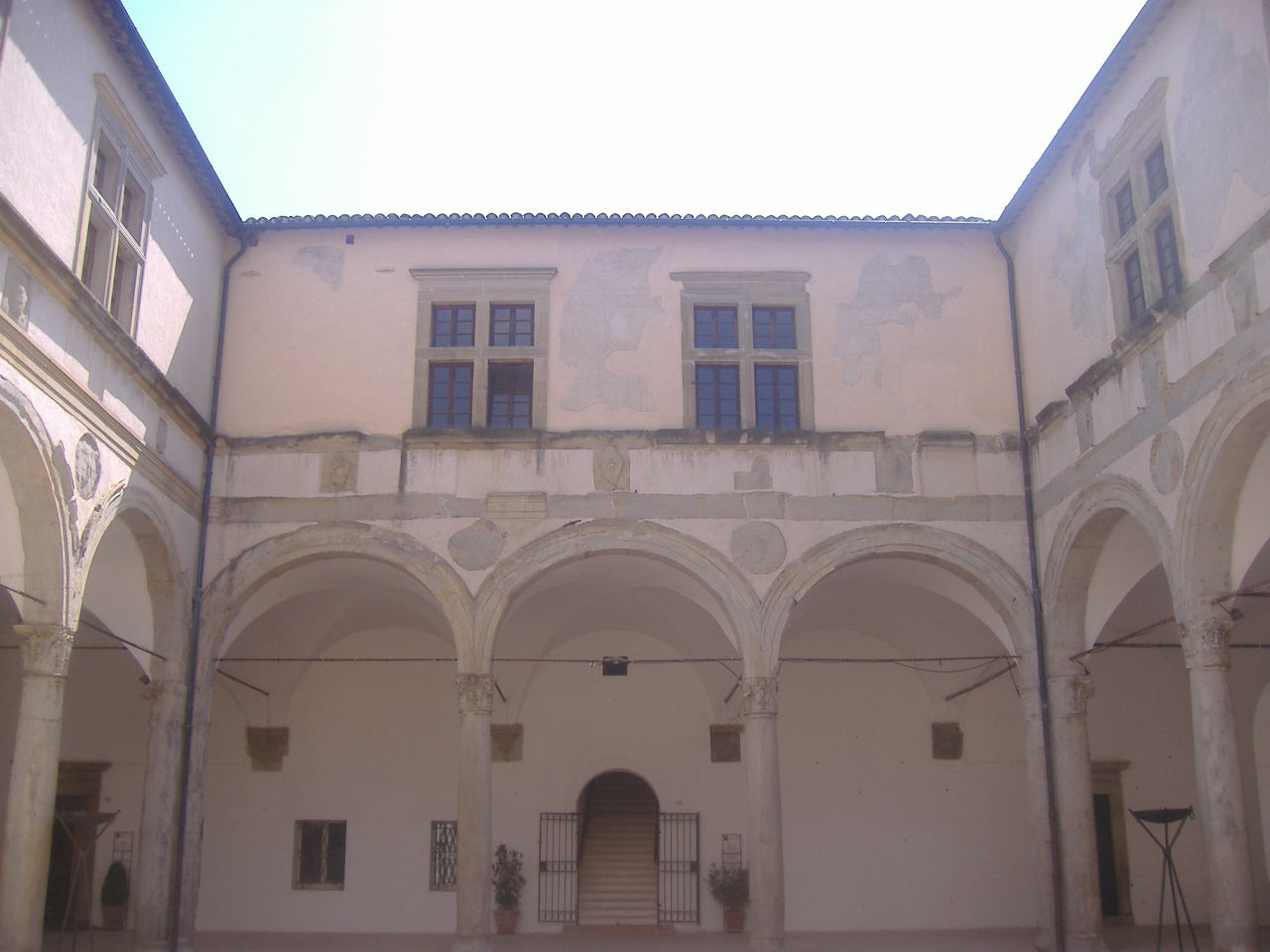
Uno scorcio del quadriportico del palazzo Ducale di Camerino, sede dell'omonima università, fondata attorno al 1336 e ricostituita definitivamente nel 1827.

L'assunzione dei professori universitari avveniva per concorso a partire dal 1824 (i professori assunti precedentemente all'entrata in vigore della "Quod divina sapientia" furono tuttavia confermati ai loro posti senza dover fare alcun esame): il bando di concorso veniva affisso un mese prima del concorso stesso e l'ammissione era subordinata all'"informazione della dottrina e dei costumi" del candidato. Il candidato doveva essere titolare della laurea di quella facoltà in cui aspirava insegnare.
L'esame per l'ammissione dei professori constava di due prove: scritta ed orale. Lo scritto si svolgeva nella biblioteca dell'università, dove i candidati dovevano svolgere in sei ore un tema in lingua latina di commento ad un testo tra i trenta estratti a sorte dall'arcicancelliere o dal cancelliere la mattina stessa dell'esame: la vigilanza degli esaminandi era affidata al rettore ed a due membri del collegio della facoltà per cui si svolgeva l'esame. Il tema doveva essere consegnato in una cassetta custodita dal rettore, che veniva immediatamente ritirata allo scadere delle sei ore: la valutazione delle prove si poteva svolgere il giorno stesso dell'esame od il giorno seguente, ed eventualmente in più sessioni, alla presenza dell'arcicancelliere o del cancelliere. L'orale, anch'esso in lingua latina, era tenuto dal collegio della facoltà riunito plenariamente: alla fine della prova di ogni candidato il collegio prima commentava le prove e poi esprimeva il suo giudizio votando con il tradizionale metodo segreto delle palle bianche e nere. In caso di parità di voti tra alcuni candidati, si procedeva ad un ballottaggio.
Le uniche cattedre non disponibili tramite concorso erano quelle di sacra scrittura, teologia, teologia morale ed etica dell'Università di Roma "La Sapienza", occupate da altrettanti membri di alcuni ordini religiosi, selezionati dal superiore generale dello stesso ordine e votati per mezzo delle palle bianche e nere dal collegio della facoltà teologica romana.
In caso qualche candidato fosse oggettivamente noto per la fama delle sue pubblicazioni, il papa poteva decidere di non procedere all'esame orale e di ammetterlo direttamente all'insegnamento. Il professore, una volta ottenuto l'incarico, era inamovibile, ed in caso di gravi mancanze solo la congregazione degli Studi era abilitata a rimuoverlo dall'insegnamento.

##### Compiti ed attribuzioni
Il compito dei professori era quello di:
(Cost. ap. 28 agosto 1824, "Quod divina sapientia", tit. VI art. 75.)
Perciò dovevano adattarsi alle disposizioni emanate dalla congregazione degli Studi.
Le lezioni si tenevano con l'ausilio di un libro di testo stampato, e si dividevano nella spiegazione, della durata non superiore a mezz'ora (era convinzione della pedagogia ottocentesca nello Stato Pontificio che non era consigliabile tenere i giovani impegnati per più di mezz'ora in un'attività), e poi in interrogazioni ed esercitazioni. Il professore era tenuto alla puntualità nelle lezioni, e teneva una sorta di registro scolastico di tutti gli alunni prendendo nota della frequenza e del profitto di ognuno, in vista delle pagelle e delle matricole finali.

##### La scelta dei libri di testo e della lingua
Come sopra accennato, ogni professore doveva adoperare un libro di testo stampato, la cui scelta era sottoposta all'approvazione della congregazione degli Studi. Era facoltà del professore dettare alcuni appunti in aggiunta agli studenti, ed un professore poteva anche chiedere alla congregazione degli Studi di usare un libro di testo proprio anche se non stampato.
Per le facoltà di teologia e legge il testo doveva essere in lingua latina, così come anche le spiegazioni; nella facoltà medico-chirurgica il testo doveva essere in latino così come anche le spiegazioni (specie per l'anatomia, la fisiologia, la medicina teorica e chirurgia legale), ma era ammessa qualche piccola spiegazione in lingua italiana per facilitare la comprensione degli studenti; nella facoltà filosofico-matematica invece si usava l'italiano sia nei testi che nelle spiegazioni, tranne che per la logica, la metafisica e l'etica. Infine l'insegnamento della retorica e dell'italiano era permesso in italiano od in latino, a discrezione del professore.

##### I sostituti
I professori sostituti, anche chiamati soprannumerari, avevano il compito di sostituire il professore titolare in caso di sua assenza, accertata dal rettore come valida per infermità o grave motivazione. Vi era un sostituto per ogni facoltà (tranne che per legge, dove erano in due). Anche i sostituti erano scelti per concorso (tranne i summenzionati religiosi in servizio presso la facoltà teologica dell'Università di Roma "La Sapienza", sostituiti da confratelli), ed effettuavano la sostituzione nella prima tra più cattedre eventualmente vacanti. I sostituti avevano pari dignità rispetto ai professori titolari, anche se non godevano dello stipendio annuale che spettava ai professori ma ricevevano uno stipendio forfettario in caso di sostituzione superiore alle venti lezioni.

#### Altre cariche

##### I bibliotecari
Il bibliotecario era scelto dall'arcicancelliere o dal cancelliere previa approvazione della congregazione degli Studi: suo compito era quello di "tenere la biblioteca in ordine, e di fare, che gl'indici dei libri siano esatti".
Gli orari d'apertura delle biblioteche universitarie erano la mattina da mezz'ora prima dell'inizio delle lezioni per la durata di quattro ore, ed il pomeriggio da mezz'ora prima dell'inizio delle lezioni per due ore e mezzo. L'università restava aperta anche nei giorni di chiusura dell'università eccettuate le domeniche, i giovedì, le feste di precetto e la festa di san Pietro apostolo.
Tutti i prestiti dovevano essere riportati su un apposito quaderno, ed il bibliotecario era tenuto a vigilare sulla riconsegna e sul mantenimento in buono stato dei volumi, pena la segnalazione al rettore per la punizione del "delinquente". Era soggetto alla vigilanza del bibliotecario anche il silenzio nella biblioteca. Era fatto divieto al bibliotecario di concedere in lettura un libro ascritto all'Indice dei libri proibiti a chi non era in possesso della regolare licenza.

##### I direttori degli "stabilimenti"
Per "stabilimenti" la normativa leonina intendeva gli osservatori astronomici, i musei o i gabinetti annessi alle università: la direzione degli stessi era affidata all'insegnante della relativa materia. Il direttore doveva sovrintendere alla conservazione ed alla classificazione degli oggetti e della strumentazione conservata nel loro stabilimento: inoltre il direttore dell'osservatorio astronomico era tenuto a fare i rilevamenti del caso giornalmente.
I direttori dovevano recarsi negli stabilimenti loro affidati almeno quattro volte a settimana, ed erano tenuti:
(Cost. ap. 28 agosto 1824, "Quod divina sapientia", tit. IX art. 119.)

##### I custodi dell'orto botanico
L'orto botanico di ogni università era affidato ad un custode dipendente dal professore di botanica, con obbligo di residenza presso l'orto, scelto dal rettore. Al custode era fatto divieto vendere piante dell'orto senza permesso del rettore, o coltivare un suo proprio orto, ma anzi doveva tenere un registro delle piante presenti nell'orto, e mantenerlo costantemente in efficienza.

##### I bidelli e gli inservienti
I bidelli e gli inservienti erano scelti dal rettore e ad esso (o in sua assenza al vice-rettore) riferivano: oltre alla pulizia dei locali universitari, avevano le mansioni di vigilare sul comportamento degli studenti "che non si diportassero con la dovuta modestia, e silenzio". Può essere inoltre interessante la funzione quasi "poliziesca" o "spionistica" dei bidelli, di cui all'articolo 129 del titolo XI della "Quod divina sapientia":
(Cost. ap. 28 agosto 1824, "Quod divina sapientia", tit. XI art. 129.)

### Gli studenti

#### Ammissione
Le iscrizioni all'università avvenivano riportando nome e cognome, età, luogo di nascita, parrocchia e luogo di residenza su un apposito libro tenuto aperto fino al 10 novembre di ogni anno: altre iscrizioni erano consentire dietro speciale permesso del rettore entro il 1º dicembre. Per iscriversi occorreva presentare un attestato "de vita, et moribus" (un'informativa sulla vita e sui costumi) e la documentazione degli studi compiuti sino ad allora: dopo di ciò lo studente doveva affrontare un esame d'ingresso svolto da quattro professori destinati dal rettore. L'esame si concentrava soprattutto sulla lingua latina per chi voleva intraprendere la facoltà filosofico-matematica e sulla filosofia e le scienze matematiche per chi voleva intraprendere le facoltà teologica, medico-chirurgica e legale: in caso di passaggio dell'esame, il rettore rilasciava una pagella d'ammissione che veniva rinnovata ogni anno se lo studente frequentava assiduamente e con profitto e partecipava alla "congregazione spirituale". Per quanto riguarda la frequenza, assenze causate da motivi di salute o da altre gravi cause erano giustificate dal rettore.

#### Comportamento e disciplina
Lo studente era tenuto a trovarsi in classe puntualmente, "salvo un momento ragionevole", e non poteva allontanarsi dall'università per tutta la durata delle lezioni. Era altresì tenuto all'obbedienza ed al rispetto verso il professore, ed al silenzio, alla modestia ed alla diligenza durante le lezioni.
In caso di gravi mancanze verso il professore, o di veri e propri reati, lo studente veniva deferito al rettore che, come sopra accennato, aveva piena giurisdizione sui crimini punibili fino ad un anno di reclusione che si compivano all'interno dell'università. L'espulsione dall'università veniva decretata con votazione segreta a maggioranza presso l'Università di Roma "La Sapienza" dall'arcicancelliere riunito con il rettore e gli avvocati concistoriali, e presso le altre università dall'arcicancelliere o dal cancelliere riunito con il rettore e con un professore per ogni facoltà tranne quella cui appartiene lo studente. L'espulsione da una uniuversità comportava l'espulsione da tutte le università dello Stato Pontificio. Erano sanzionabili dal rettore anche i crimini commessi all'esterno dell'università, e l'informazione su questi episodi doveva arrivargli dai Parroco|parroci.
Era proibito agli studenti entrare in un'università dove non fossero iscritti, aggirarsi per l'università armato, strappare le comunicazioni affisse per ordine dei superiori, radunarsi in crocchi e crocicchi e fare "romori e cicaleggi" non solo dentro l'università ma anche nelle sue immediate vicinanze ed infine frequentare luoghi o persone "che non godono fama di probità". Si devolveva agli arcicancellieri o ai cancellieri ed ai rettori la possibilità di emanare regolamenti specifici sulla condotta e sulla disciplina universitaria.

#### Gli "esercizi di religione"
Ogni università doveva essere provvista di una chiesa o di un oratorio interno, in cui si dovevano celebrare le sacre funzioni in alcune circostanze stabilite nel titolo XVI della costituzione apostolica leonina. Fra le altre solenni occasioni vi erano l'apertura e la chiusura dell'anno accademico e la festa del santo patrono dell'università. Alla messa domenicale e nei giorni di festa di precetto dovevano intervenire tutti gli studenti, salvo che non fossero malati o impossibilitati per "altra giusta causa": se gli studenti decidevano di partecipare alla celebrazione eucaristica in altra chiesa, doveva portare un documento che lo attestasse. Nella pagella di ammissione dell'alunno si riportava l'esatto numero delle funzioni da lui assistite, e questa partecipazione era necessaria alla conferma della matricola. Anche i professori erano tenuti, parimenti agli alunni, a partecipare alle medesime funzioni.

### La durata dell'anno scolastico
L'anno scolastico era suddiviso in tre terzerìe, equivalenti ai nostri trimestri: la prima terzerìa durava dal 5 novembre a Natale; la seconda dal 2 gennaio alla domenica delle Palme; la terza da Pasqua alla fine dell'anno scolastico.